# کاستل مورونه
کاستل مورونه (به ایتالیایی: Castel Morrone) یک کومونه در ایتالیا است که در استان کسرتا واقع شده‌است.

## خصوصیات
کاستل مورونه ۲۵٫۴ کیلومترمربع مساحت و ۴٬۰۰۷ نفر جمعیت دارد.